# Nyugati front (első világháború)
1914-ben, az első világháború kitörése után, Luxemburg és Belgium megszállásával a német hadsereg megnyitotta a nyugati frontot. A megállíthatatlannak tűnő német előrenyomulást csak az első marne-i csatában sikerült feltartóztatnia az antantnak. Ekkor mindkét hadviselő fél lövészárokrendszereket kezdett kiépíteni az Északi-tengertől egészen a svájci határig. Ez a vonal a háború jelentős részében viszonylag állandó maradt.
1915 és 1917 között mindkét részről számos offenzívát indítottak a nyugati fronton. A támadásokat nagy erejű tüzérségi csapások jellemezték és a korra jellemző harci és technikai eszközök használata mellett jelentős számú élőerőt is bevetettek. A fedezékek, géppuskafészkek, szögesdrótrendszerek és a tüzérség használata mindkét oldalon rendkívül nagy emberáldozatot követelt, ám egyik fél sem tudott döntő csapást mérni a másikra.
Az áttörés elérésének érdekében a fronton addig még nem használt haditechnikai eszközöket is alkalmaztak. Ilyenek voltak például a harci gázok, a repülőgépek és a tankok. De ezek az eszközök csak a megfelelő harceljárások kidolgozása után voltak igazán hatékonyak, eleinte nem értek el vele komolyabb hadi sikereket.
Mindezek mellett mégis ezen a fronton dőlt el a háború, mivel az Amerikai Egyesült Államok hadba lépésével az antant került túlerőbe. Az 1918-as szövetséges hadjárat meggyőzte a német parancsnokokat, hogy a vereség elkerülhetetlen, így a kormány tárgyalni kezdett a megadás feltételeiről. A compiègne-i fegyverszünetet 1918. november 11-én írták alá.

## 1914 – német invázió
Az első világháború kitörésekor a német hadsereg a Schlieffen-terv egy módosított változatát hajtotta végre, mely szerint Franciaországot a semleges Belgiumon át kellett volna elfoglalni és így bekeríteni az ellenség csapatait a német határnál. A támadás 1914. augusztus 4-én indult meg Alexander von Kluck és Karl von Bülow parancsnoksága alatt. Luxembourgot már augusztus 2-án gyakorlatilag ellenállás nélkül foglalták el. Az első csatára a belgiumi Liege erődnél került sor augusztus 5. és 16. között. Liège heves ellenállása meglepte von Bülow hadseregét. A német tüzérség azonban pár nap alatt semlegesítette a főbb állásokat. A vereség után a belga hadsereg Antwerpen és Namur környékére vonult vissza. A németek Antwerpent elkerülték, Namurt viszont augusztus 20–23-án megostromolták. Namurt augusztus 24-én elfoglalták. Antwerpen ostroma szeptember 27-én kezdődött, a várost október 10-én foglalták el a németek.

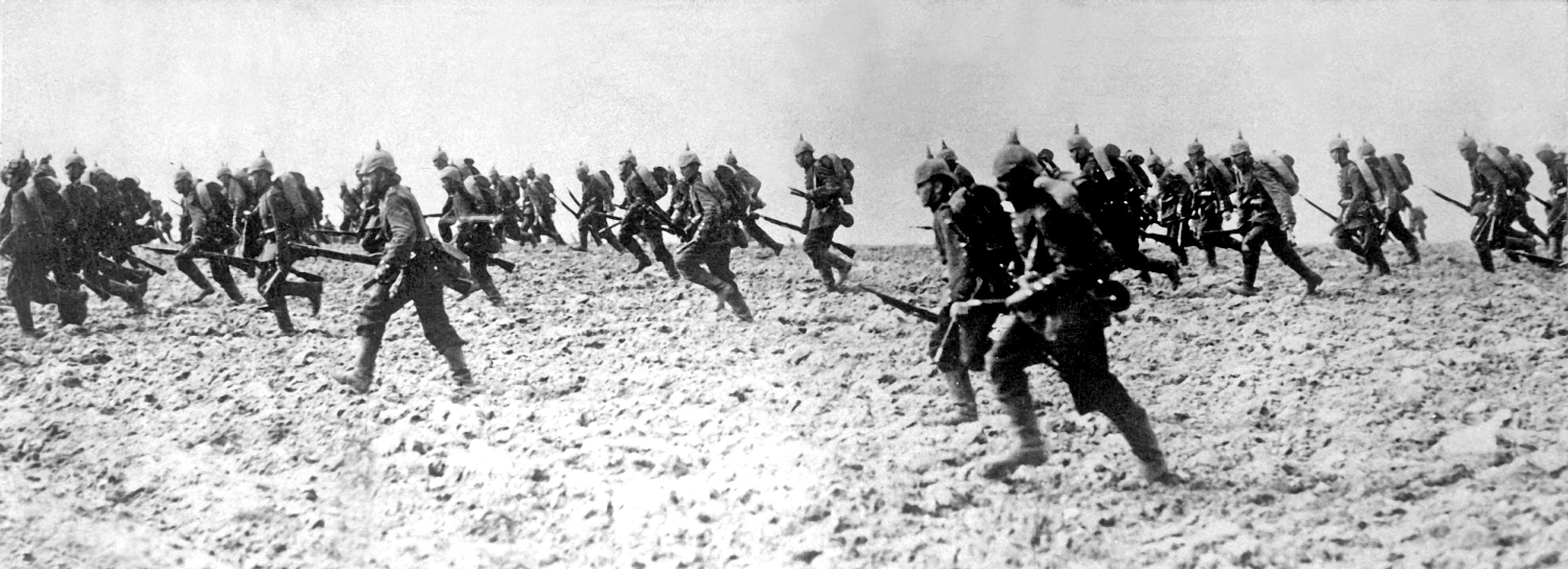
Német gyalogság 1914. augusztus 7-én

A franciák öt hadsereget telepítettek a határra. A háború előtti francia előrenyomulási terv, a XVII. terv szerint a francia csapatok Elzászt és Lotaringiát foglalták volna el. Augusztus 7-én a francia csapatok megindultak és elfoglalták Mülhausent és Colmart. Az 1. és 2. hadsereg támadólag vonult fel Saarburg és Morhange ellen. A németek a saját tervük szerint visszavonultak, miközben egyre nagyobb károkat okoztak az ellenségnek. A francia 3. és 4. hadsereg a Saar folyó felé indult, hogy megpróbálja elfoglalni Saarburgot. A franciák azonban minimálisan kitűzött céljaikat sem érték el. A XVII. terv végrehajtása közben kezdődött a német hadsereg támadása a Moltke–Schlieffen-terv alapján. A francia csapatok csapdába estek Elzászban. Feladták a Németországban elért csekély eredményeket, és visszatértek kiindulási állásaikba. Eközben az Ardennekben is komoly küzdelmek zajlottak, a németek azonban a jobb kiképzésüknek köszönhetően egészen Sedanig, illetve Verdunig vissza tudták szorítani a francia hadsereget.
A német hadsereg végigsöpört Belgiumon, nagy szenvedést okozva a polgári lakosságnak. Az itt elkövetett német háborús bűnök később nagy nyilvánosságot kaptak. A belgiumi, luxembourgi és az ardenneki menetelés után Franciaország északi részén a német hadsereg összecsapott a Joseph Joffre vezette francia csapatokkal és a John French parancsnoksága alatt álló Brit Expedíciós Haderő hat hadosztályával. Sok néven ismert összecsapások zajlottak le a határmenti csaták során. A kulcsütközetek a charleroi-i csata és monsi csata voltak. Az előbbiben a francia 5. hadsereg és a német 2. és 3. hadsereg ütközött meg. A csatákat általános szövetséges visszavonulás követte és eközben is több csata zajlott Le Cateau-nál, Maubeuge-nél és Saint Quentinnél.

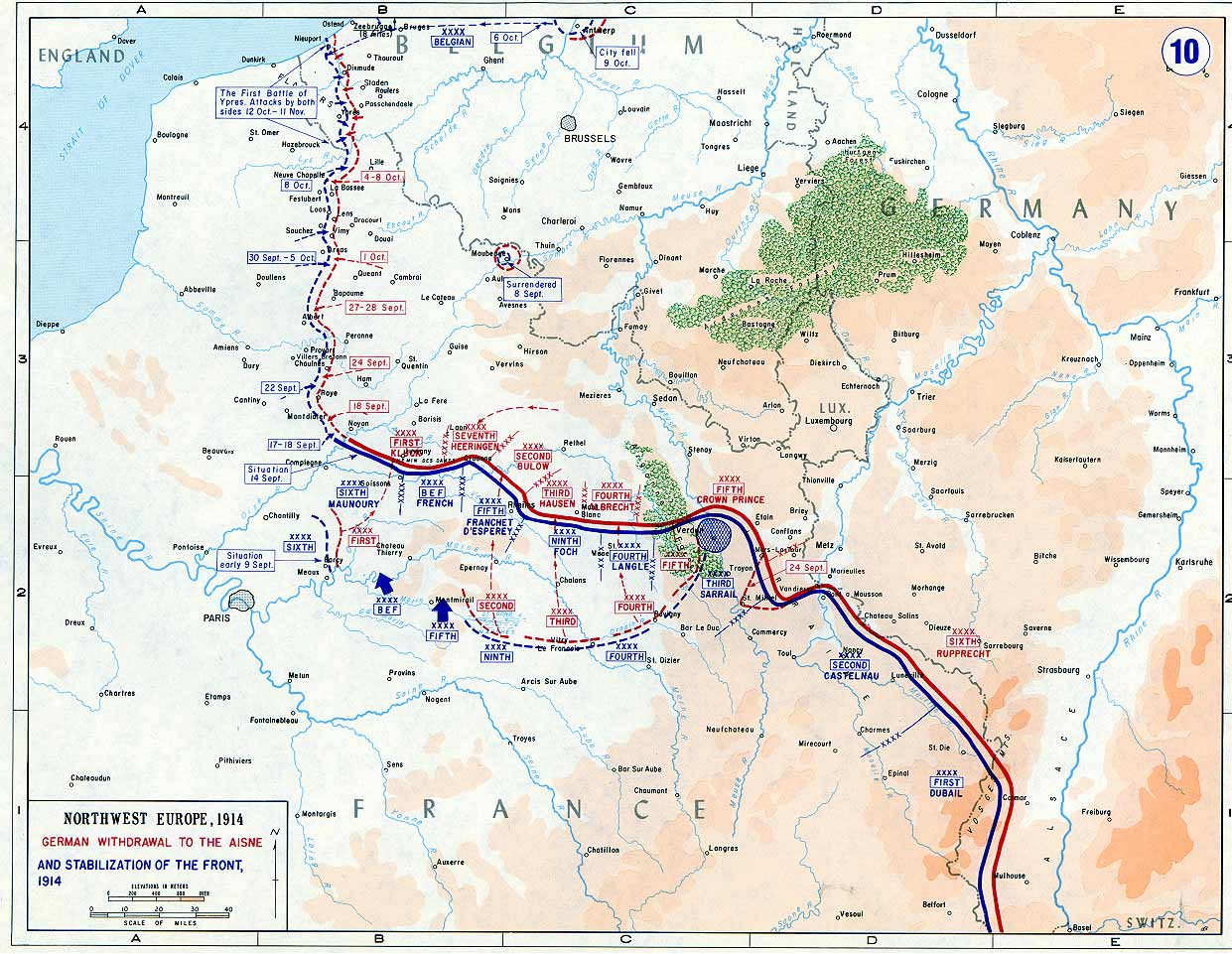
A nyugati front és a versenyfutás a tengerhez térképe, 1914

A német hadsereg 70 km-re megközelítette Párizst, de a kimerült támadók a hadtáp és utánpótlási útvonalak meghosszabbodása miatt nem voltak képesek a francia–angol hadsereggel szemben rövid idő alatt annyi erőt felsorakoztatni, amellyel további sikereket érhettek volna el. Ezt felismerve Joffre támadást rendelt el szeptember 5-én a Marne-nál, miközben a németek átkeltek a folyón. A marne-i csata után a brit és francia csapatok vissza tudták szorítani a németeket, amikor a német 1. és 2. hadsereg között rést ütöttek. A németek visszavonultak egészen az Aisne folyótól északra és ott elkezdték kialakítani a következő három évben meghatározó állásrendszerüket. A visszavonulást követően az ellenfelek megpróbálták átkarolni egymást és versenyt futottak a tengerig. Az ekkor Németország által elfoglalt területek Franciaország vasellátásnak 64 százalékát és szénszükségletének 40 százalékát fedezték. Ez bénító csapás volt a francia iparra, de nem volt elég a teljes összeomlásához.
Az antant által elfoglalt oldalon minden szakaszt más nemzet védett. A parttól belga, brit és francia csapatok állomásoztak. Októberben az yseri csata után a belga haderő egy 35 km szélességű flamand területet vont ellenőrzése alá a part mentén. Tőlük délre a britek expedíciós hadteste állomásozott. Ypres-nél október 19-től november 22-ig a német erők áttörést akartak végrehajtani. Mindkét oldal súlyos veszteségeket szenvedett, de áttörés nem történt. Kialakult az „állóháború”. Karácsonykor a brit erők vonala a Canal d’Aire-től (a magyar forrásokban La Bassée-csatorna néven említik) a Somme völgyéig tartott. A front maradék részét a franciák töltötték ki.

## 1915 – patthelyzet

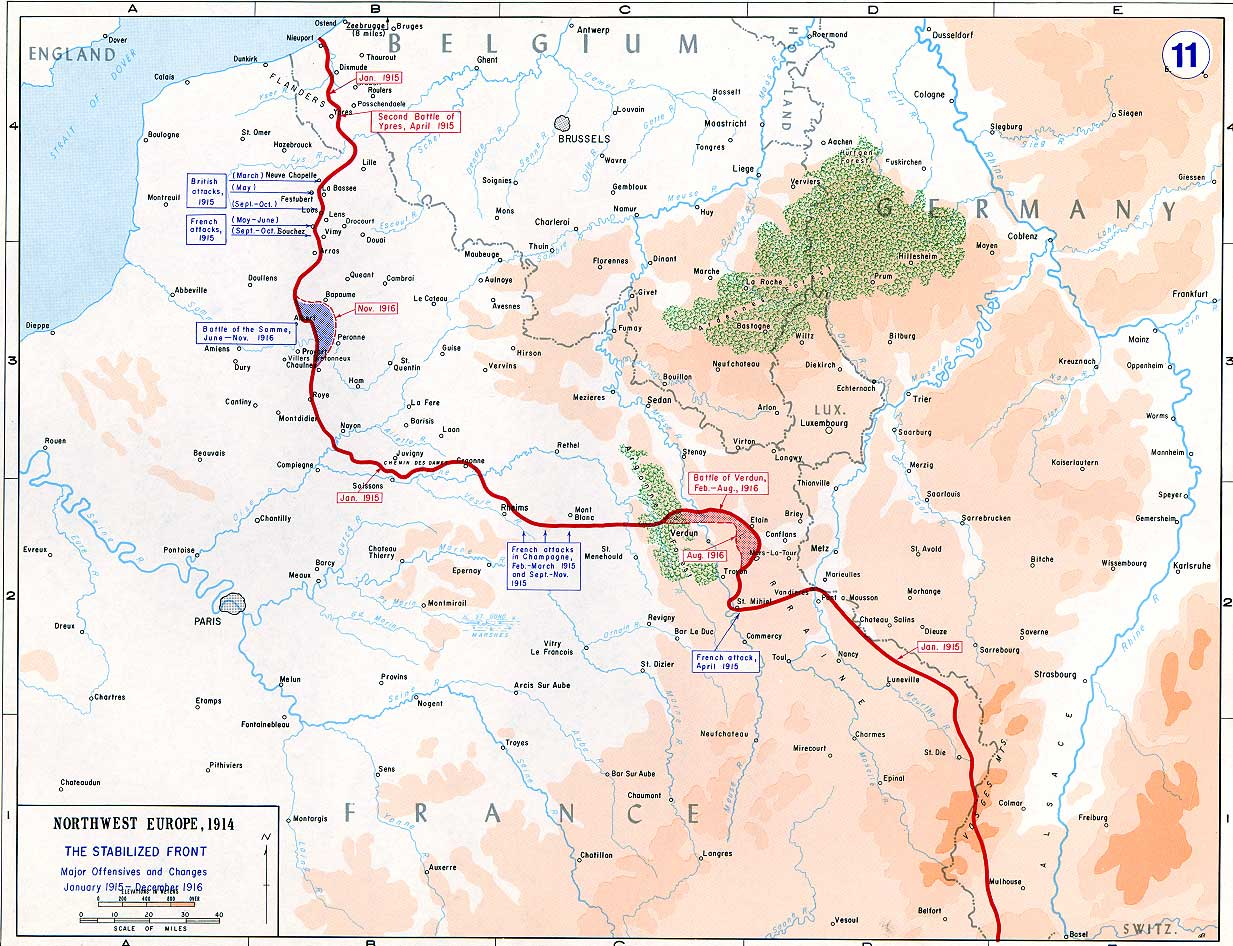
A nyugati front térképe, 1915–16

A tengerpart és a Vogézek között az árokrendszerben volt egy dudor: az elfoglalt francia város, Noyon, Compiègne közelében. Joffre támadási terve az volt, hogy ezt a kiszögellést mindkét oldalról „lecsippenti”. A britek északon Artois-nál, délről a franciák Champagne-ban támadtak.
Március 10-én egy nagyobb támadás részeként a brit és a kanadai csapatok megtámadták Neuve-Chapelle-t, hogy el tudják foglalni az aubers-i magaslatot. A támadás során négy hadsereg 3 km-es arcvonal mentén támadott. A rohamot 35 perces tüzérségi gránáttűz előzte meg. A kezdeti műveletek jól haladtak, 4 óra alatt elfoglalták a falut, azonban ellátási és kommunikációs zavarok lelassították az előrenyomulást. A németek eközben utánpótlás kaptak és ellentámadást indítottak, hogy visszafoglalják a magaslatot. Mivel a brit tüzérség lövedékének egyharmadát fölhasználta, az ellátási zavarokért John French tábornokot hibáztatták.

### Gáztámadás
Annak ellenére, hogy a németek azt tervezték, fenntartják a patthelyzetet, a parancsnokok támadást terveztek a belgiumi Ypres városa ellen, amelyet 1914-ben elfoglaltak a britek. A második csata célja elterelés volt egy nagyobb támadásról, amelyet a keleti fronton terveztek, valamint az új vegyi fegyverek kipróbálása. A németek 5700 megerősített hordóban 168 tonna klórgázt vittek a frontvonalra. Április 22-én a reggeli órákban a szél nyugati irányban fújt. Este 18:00-kor Steenstrate és Poelkapelle között kiengedték a klórgázt, ezzel kezdetét vette a világtörténelem első vegyifegyver-támadása. A szemközt elhelyezkedő francia gyarmati hadsereg marokkói és algériai 45. és 87. hadtesteinek nem volt idejük a reagálásra. Látták ugyan a közelgő sárga felhőt, azonban nem tudták mire vélni a jelenséget; lövészárkaikba húzódtak. A tömény gáz 6 kilométer szélességben borította el a francia és algériai állásokat. A klórgáz iszonyatos pusztítást végzett a védtelen emberek között. A frontszakaszt védő 15 000 francia katonából 5000 azonnal életét vesztette. A többiek vakon, súlyos égési sérülésekkel elhagyták a frontvonalat és nyugat felé menekültek. A fronton támadt résbe azonban nem nyomultak be a németek. A német parancsnokság nem látta előre a vegyi fegyver hatását és a front e szakaszára nem csoportosítottak támadóképes csapatokat. Az ellenséges frontvonal kiürült, a németeket azonban nem szerelték fel gázálarccal. Az üres francia árkokban megülő gáz sérüléseket okozott a védtelen német támadóknak is, akik emiatt kénytelenek voltak állásaikba visszatérni. A támadás sikerét látván a német parancsnokok azonnal újabb klórgáztámadásokat rendeltek el. A rést végül a kanadaiak foltozták be, megerősítve azt, így a németek újabb támadást nem tudtak megindítani.

### Légi harcok
Ebben az évben jelentek meg a korábban csak felderítésre alkalmazott repülőgépek harca felkészített változatai. Az első harci cselekményre április 1-jén került sor: a francia Roland Garros gépfegyverével lelőtt egy ellenséges gépet.
Néhány héttel később Garros kénytelen volt leszállni a német vonalak mögött. Gépét elfogták és elküldték Anthony Fokker holland mérnöknek, aki hamarosan jelentős felfedezéseket tett. Rájött, hogyan lehet a gépfegyvert úgy szinkronizálni, hogy a forgó légcsavaron keresztül tudjon tüzelni. Rögtön fel is szerelték az ilyen gépfegyvereket a repülőgépekre, amelyeket Fokker E.I-nek (E = Eindecker; egyfedelű repülőgép) neveztek el. Az első hivatalos győzelmet augusztus 1-jén érte el Max Immelmann.
Ennek hatására elindult a fegyverkezési verseny, mindkét fél technikai újításokba kezdett a motorok, repülőgépek és anyagok terén. Ekkoriban tűnt fel a híres „ász”, a Vörös Báró is. Azonban a ma is élő mítosszal ellentétben több repülőgépet lőtt le és több embert ölt meg a légvédelem, mint a vadászpilóták, a híres ászok.

### Az antanttámadás folytatása

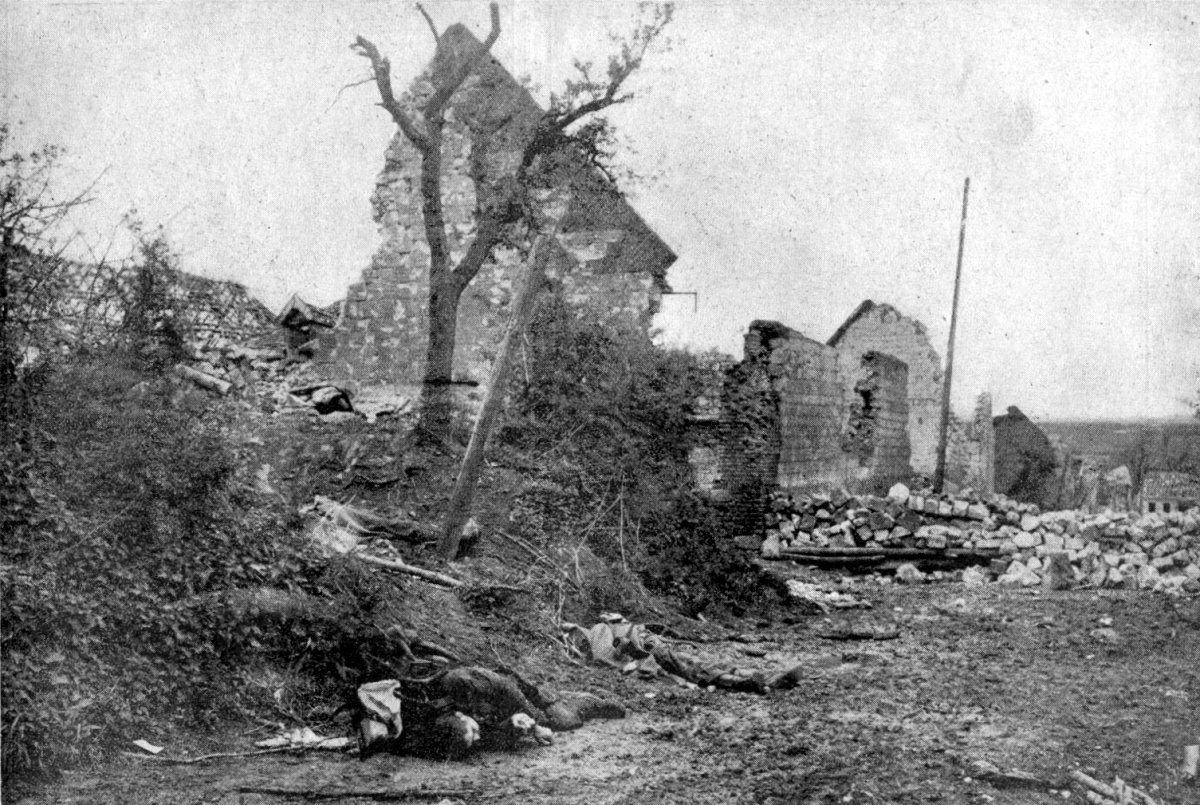
Carency romjai

A tavasz utolsó antant támadása Artois ellen volt, amikor is megpróbálták elfoglalni a Vimy gerincet. Május 9-én a 10. francia hadsereg hatnapos tüzérségi támadás után 5 km-es szakaszon támadott. Nem jutottak messze; a német géppuskaállások és fedezékek megállították őket és visszavonultak. Május 15-ig a támadás végképp kudarcba fulladt, ám kisebb harcok egészen június 18-ig voltak. Joffre június 20-án leállította a támadásokat.
1915 májusában a németek értékes kincsre leltek. La Ville-aux-Bois-ban zsákmányul ejtették azokat a francia dokumentumokat, amelyek leírták az új védelmi rendszert. Ahelyett, hogy egy erősen védett frontvonalban gondolkodtak volna, többlépcsős védelmet terveztek. A frontvonal lenne a viszonylag gyéren elfoglalt előretolt állás, amely után többszörösen megerősített géppuskafészkek és fedezékek kerültek volna kialakításra. Ha támadás érte volna a vonalakat, azonnal tartalékokat indítottak volna megerősíteni az állásokat. A védelem teljesen a tüzérségi parancsnok keze alá került volna. A német hadvezetés átvette ezt a tervet és így ők kezdték el így kiépíteni az állásaikat.
1915 őszétől az erődítmények és harcállások felderítésére alkalmazott brit repülőkön úrrá lett a „Fokker-veszedelem”, mivel nem tudtak hatékonyan védekezni az új rendszerű német vadászgépek ellen.
Szeptemberben nagy támadás indult: a franciák Champagne-ban, a britek Loosnál támadtak. Az ágyúzás, amely már pontosabbá vált a légi felderítésnek köszönhetően, szeptember 22-én kezdődött. A fő francia támadás szeptember 25-én indult meg és legalább egy érdemi sikert elért: fenn tudta tartani a támadást a hatalmas géppuskatűz ellenére is. Mindkét területen sikeresek voltak a támadások, elfoglalták a német elsődleges vonalakat, azonban a hátsó állásokat a keleti frontról átvezényelt katonákkal töltötték fel, akik megtartották ezeket a pozíciókat. 1915. október 7-én Champagne-ban, október 14-én Artois-ban is befejeződött az antant támadása.
Ugyancsak szeptember 25-én a britek is támadtak Loosnál, hogy enyhítsék a franciákra nehezedő nyomást. A négynapos tüzérségi támadás alatt 250 000 gránátot és 5100 palack klórgázt használtak fel. Két alakulat vezette a támadást és másik kettő pedig elterelő hadműveletet kezdett Ypres-nél. A britek súlyos veszteségeket szenvedtek, elsősorban azért, mert ők is megerősített géppuskafészkekkel néztek szembe, valamint megfogyatkoztak hadianyagkészleteik. Október 13-án az újabb támadással kisebb sikereket értek el. Decemberben John French parancsnokot Douglas Haig váltotta fel.

## 1916 – tüzérségi párbajok és lemorzsolódás

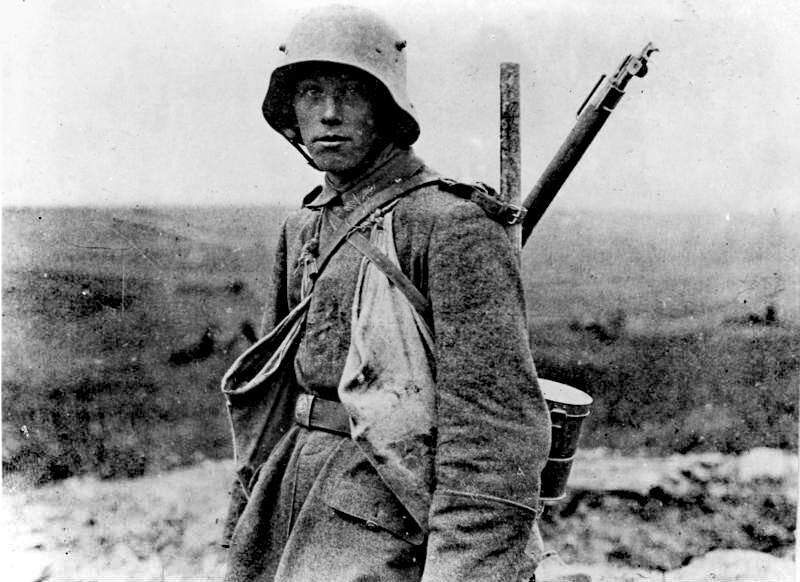
Német katona a nyugati fronton, 1916-ban

A német vezérkari főnök, Erich von Falkenhayn úgy gondolta, hogy ha az áttörés már úgysem lehetséges, akkor minél nagyobb veszteséget okoz a franciáknak, így kikényszerítve a kapitulációt. Az új cél Franciaország „kivéreztetése” lett.
Ennek elérése érdekében két új stratégiát alkalmaztak. Az első a korlátlan tengeralattjáró-háború volt, amellyel el akarták vágni a tengerentúlról érkező utánpótlási vonalakat. A második a hadszíntéren való minél nagyobb emberveszteség okozása. Falkenhayn úgy tervezte, hogy ott támadja meg a franciákat, ahol a visszavonulás nem lehetséges és ez az ellenséges sereg lemorzsolódásához vezet. Ez nagy stratégiai jelentőséggel bírt, és a nemzeti büszkeségre is jó hatással volt. A németek Verdun-sur-Meuse városát választották a francia csapatok kivéreztetésére. A város erődökkel volt körülvéve, így erős védelmi pontnak számított, amely a Párizsba vezető utat zárta el. A művelet kódneve Gericht (A szó bíróságot jelent, de itt a kivégzés helyét jelenti) volt.
Falkenhayn koncentrálta erőit és mindössze egy 5–6 km-es szakaszon támadott. A tartalékot beküldte a környező vonalakba, egy esetleges ellentámadás visszaverésének céljából. Az előkészítő munkában és a felderítésben jelentős szerep jutott a repülőgépeknek. Úgy tervezte, hogy a megfigyelőgépeknek köszönhetően pontos tüzérségi előkészítéssel megtöri a francia csapatokat. Májusban azonban a franciák technikai fölényben lévő Nieuport vadászgépekkel felszerelt vadászszázadok bevetésével vágtak vissza. A felek a verduni légtér feletti uralomra törekedtek, annak érdekében, hogy tudják használni a légi felderítést.

### A verduni csata

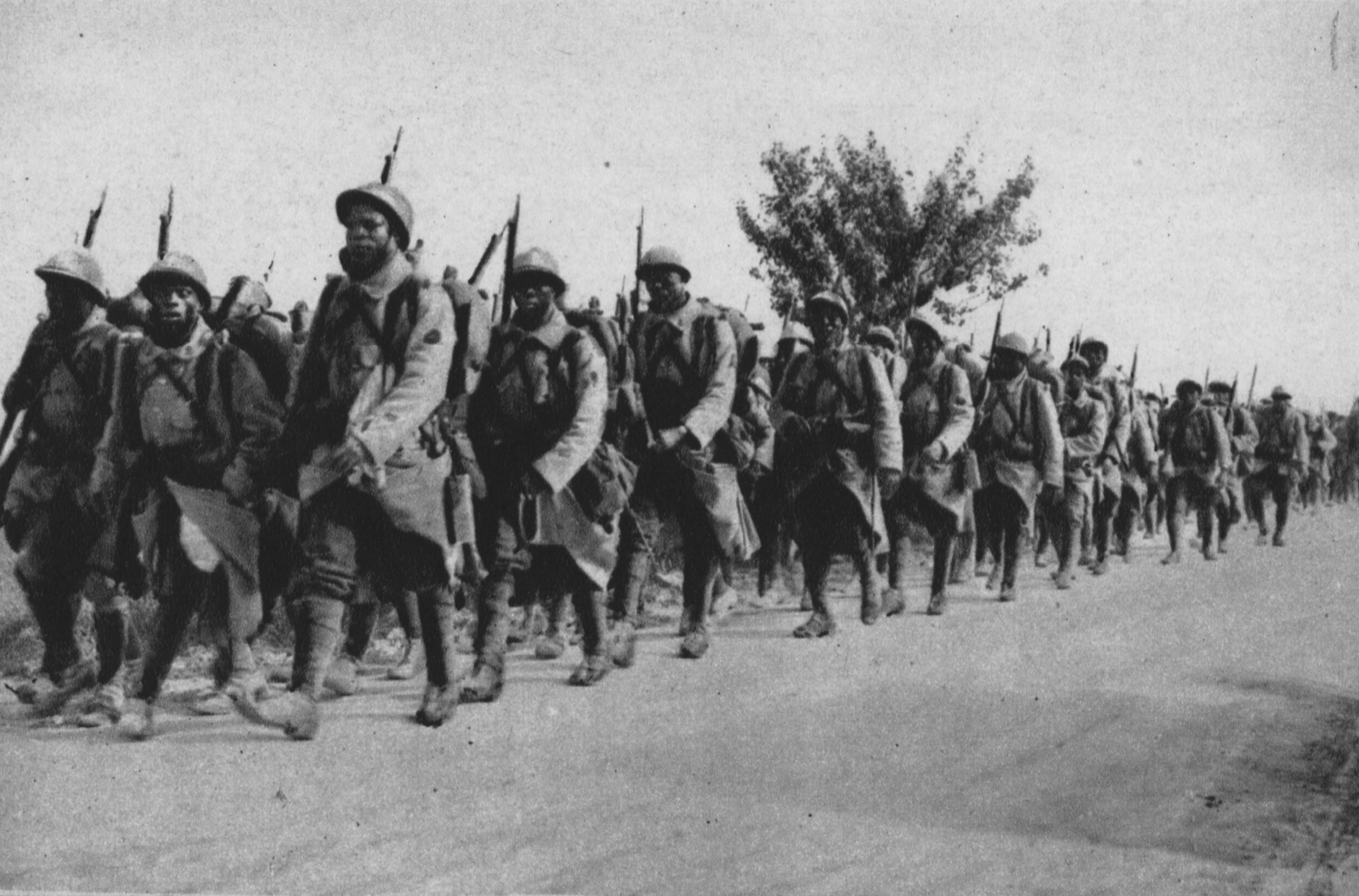
Szenegáli katonák a verduni csata idején (1916. július 23.)

A verduni csata 1916. február 26-án kezdődött, (a hóviharok következtében) kilencnapos késéssel. A hosszas, nyolcórás tüzérségi előkészítés után a németek nem számítottak nagy ellenállásra. A német csapatok lassan haladtak a Verdun és az erődök közötti szakaszon, azonban a franciák, akik elvesztették Fort Douaumont irányítását, február 28-ig sikeresen föltartották az ellenséges erőket.
Mivel a németek nem tudtak további sikereket elérni a Verdun elleni frontális támadással, inkább a szárnyakra csoportosították erőiket. Március 6-án megtámadták a Le Mort Homme-dombot, március 8-án pedig a Vaux-erődöt. Három hónapnyi könyörtelen harc után pedig elfoglaltak két, Verduntól nyugatra fekvő falut, Cumières-t és Chattancourt-t. Emellett június 7-én – a foszgén bevetésének köszönhetően – sikerült bevenniük a Vaux erődöt.
A nyár során azonban változás állt be a hadiszerencsében és ez francia előtörést hozott. A haditechnikai fejlesztéseknek köszönhetően (pergőtűz) sikerült visszafoglalni a Vaux erődöt és november–december környékén egészen a Douaumont erődig nyomultak előre. A végső francia támadás december 11-én kezdődött, amellyel a németeket egészen a kezdőállásaikig szorították vissza. A verduni csata – más néven a „verduni vérszivattyú” – a francia áldozatvállalás jelképe lett.

### A somme-i csata
Tavasszal az antant parancsnokai már aggódtak a hatalmas francia veszteségek miatt. Az eredeti tervek szerint az angoloknak felmentő támadást kellett kezdeniük a Somme folyónál, hogy enyhítsék a franciákra és a keleti fronton harcoló oroszokra nehezedő nyomást. Július 1-jén, egyhetes esőzés után, Pikárdiában megindult a támadás öt francia hadtesttel kiegészítve. A csata megkezdése előtt Péronne városától nyugatra június 24-étől hét napig tartó tüzérségi előkészítésre került sor. Ennek során a britek 1,5 millió tüzérségi lövedéket lőttek ki, július 1-jén pedig további negyedmilliót. A tapasztalt francia hadtestek magabiztosan haladtak előre, ám az angolok akadályokba ütköztek. A tüzérség nem semmisítette meg a szögesdrót akadályokat és a géppuskafészkeket, így a németek hatékonyan tudták visszaverni a támadókat. Ekkor szenvedte el a legnagyobb veszteségét a brit hadsereg, 57 000 katona vesztette életét egy nap alatt.

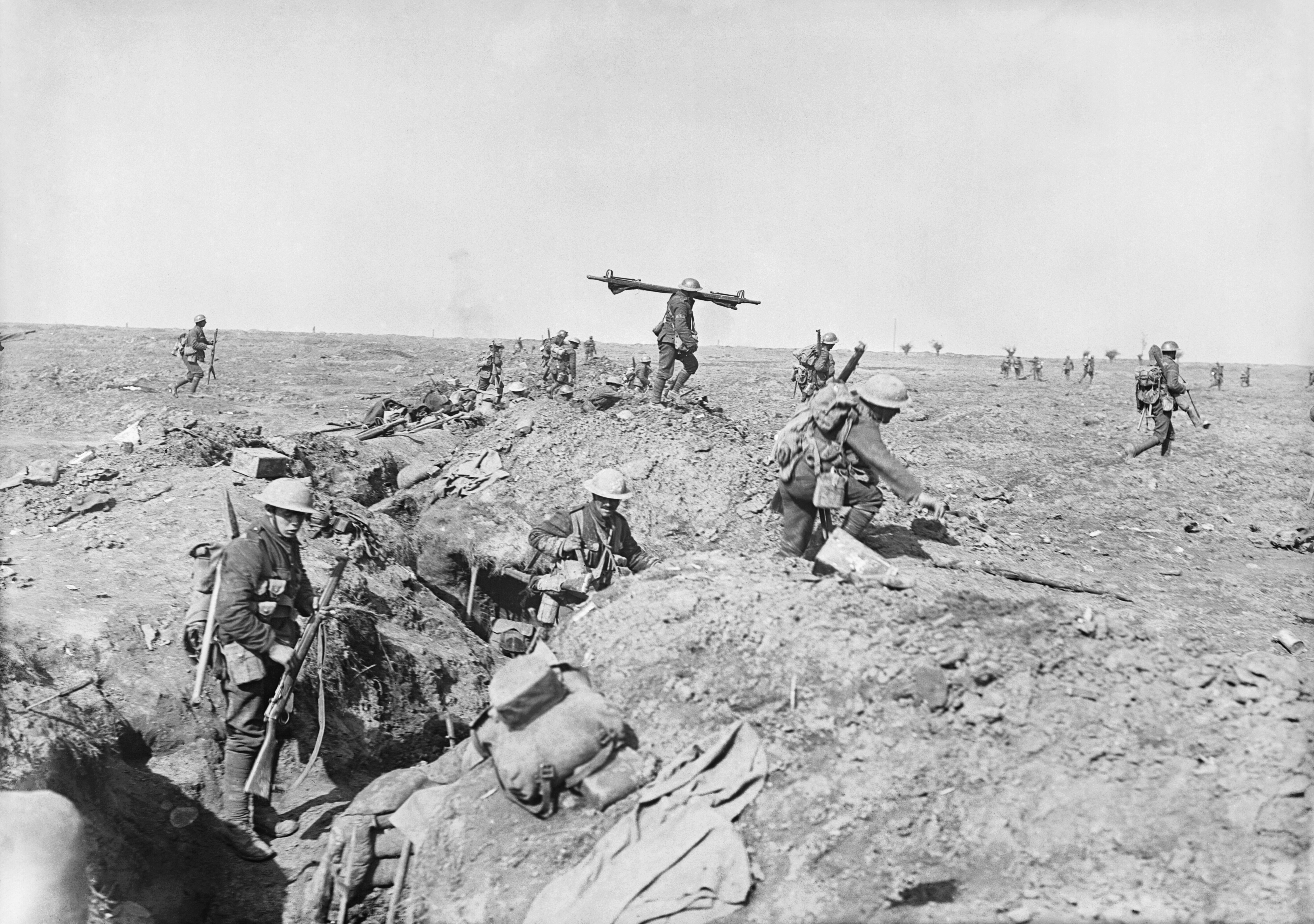
Brit gyalogsági támadás Gingy mellett

Verdun tanulsága az volt a parancsnokság számára, hogy minél hamarabb meg kell szerezni a légi fölényt és a minimálisra kell korlátozni a német légierő tevékenységét. Az antant légi offenzívájának sikere azt eredményezte, hogy a németek új terveket készítettek. Mindkét oldal nagy formátumú légi támadásokba kezdett a kezdetleges egyéni párbajok helyett.
A csata utolsó részében vetették be először harci alkalmazásra a tankot. A szövetségesek megfelelően előkészítették a 13 brit birodalmi és a négy francia hadosztálynak a terepet. A támadás 3–4 km-es szakaszon indult meg, de a tankok nem nyújtottak jelentős segítséget, mivel mechanikai problémák léptek fel. Októberben és novemberben zajlottak még kisebb csaták, de így is jelentősek voltak a veszteségek. Mindent összevetve a mindössze 8 km-en vívott harcok nem érték el a kitűzött célokat. Az antanthatalmak 794 238, a németek pedig 537 918 katonát vesztettek.

### Hindenburg-vonal

A Hindenburg-vonal Bullecourtnál, a levegőből

1916 augusztusában változások történtek a német vezérkarban. Falkenhayn lemondása után Paul von Hindenburg és Erich Ludendorff került a vezérkar élére. Az új parancsnokok hamar felismerték, hogy a verduni és a somme-i harcok nagyon kimerítették a német hadsereget, így az már nem képes támadó hadműveletek végrehajtására. Úgy döntöttek, hogy 1917-től a hadsereg védekezésbe megy át a nyugati fronton és a központi hatalmak más frontokon támadnak.
A somme-i csata és a téli hónapok során elkezdtek kialakítani egy védelmi vonalat a frontvonalak lerövidítése céljából, amelytől tíz hadosztály fölszabadítását remélték. Ez az erődítményrendszer Arrastól Saint-Quentin déli részéig tartott, így a frontvonal mindössze 50 km-re csökkent. A brit nagy hatótávolságú felderítőgépek 1916 novemberében fényképezték le először a Hindenburg-vonal építését.

## 1917 – brit támadások

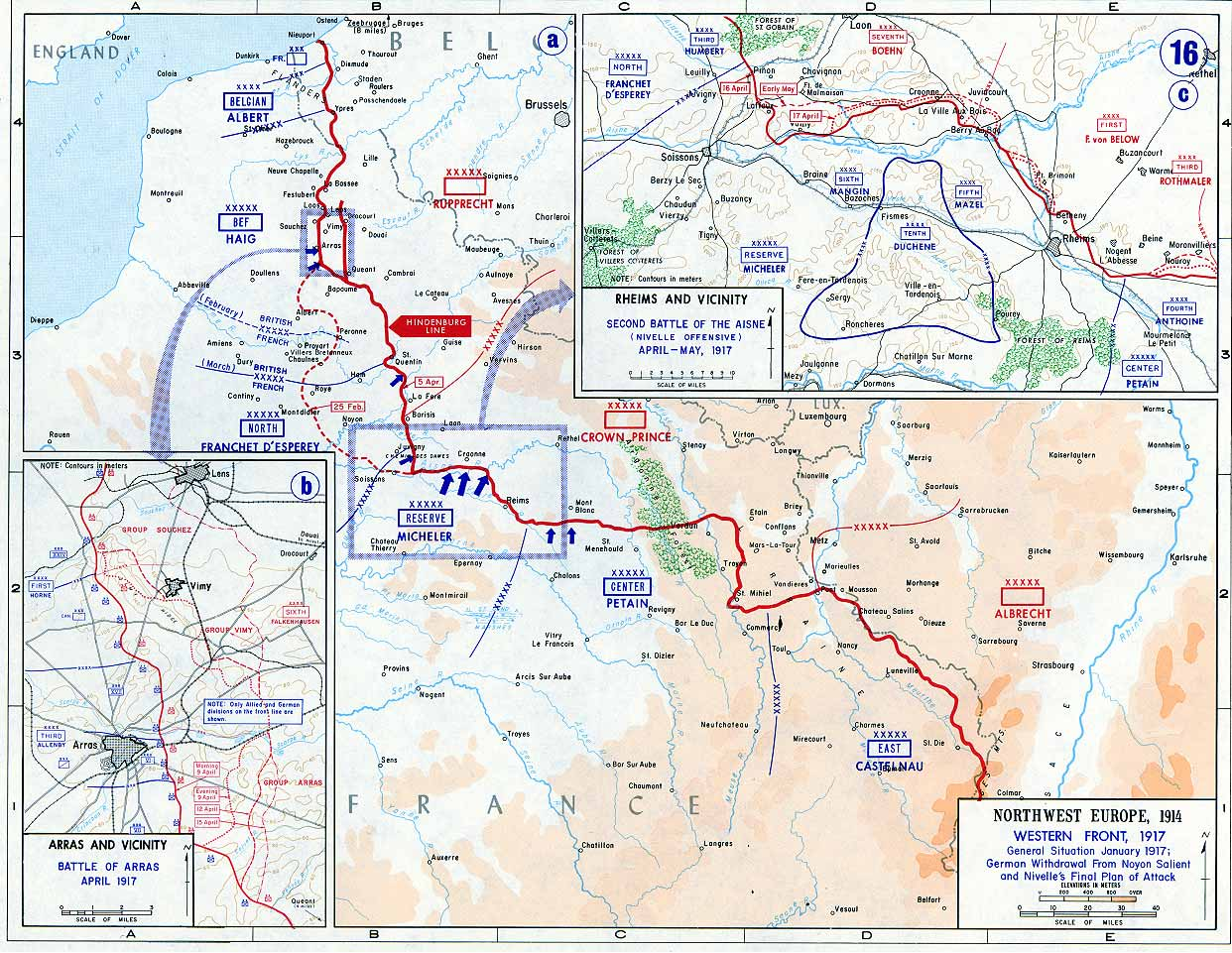
A nyugati front térképe 1917-ben

A Hindenburg-vonal mindössze 2 km-rel a frontvonal mögött húzódott. Február 9-én a német csapatok visszavonultak a vonalra és hátrahagyták az addigi árkaikat, amelyeket ekkor a szövetségesek szálltak meg.
Április 6-án az Egyesült Államok belépett a háborúba. 1915-ben a Lusitania elsüllyesztése után Németország korlátozta az addig korlátlan tengeralattjáró-háborút, mert nagyon felhívta magára az Egyesült Államok figyelmét. A növekvő elégedetlenség és a német nép éhezése miatt azonban 1917-ben újra korlátlan lett a tengeralattjárók hatalma. Azt hitték, hogy az utánpótlás megszüntetésével az ellenfél seregei megtörnek, így a németek könnyű győzelmet arathatnak. Ám az angolok bevezették a konvojrendszert, amely miatt veszteségeik csökkentek. 1917-re a brit katonák aránya kétharmadra nőtt a francia hadseregben. Áprilisban a Brit Birodalom erői támadást indítottak Arrasnál. A kanadai alakulat és a brit 5. gyalogos hadosztály támadta a német vonalakat a Vimy-gerincnél, de ez nem okozott jelentős károkat. Az antant visszavonta a támadási parancsot, így a harcok döntetlenül végződtek.

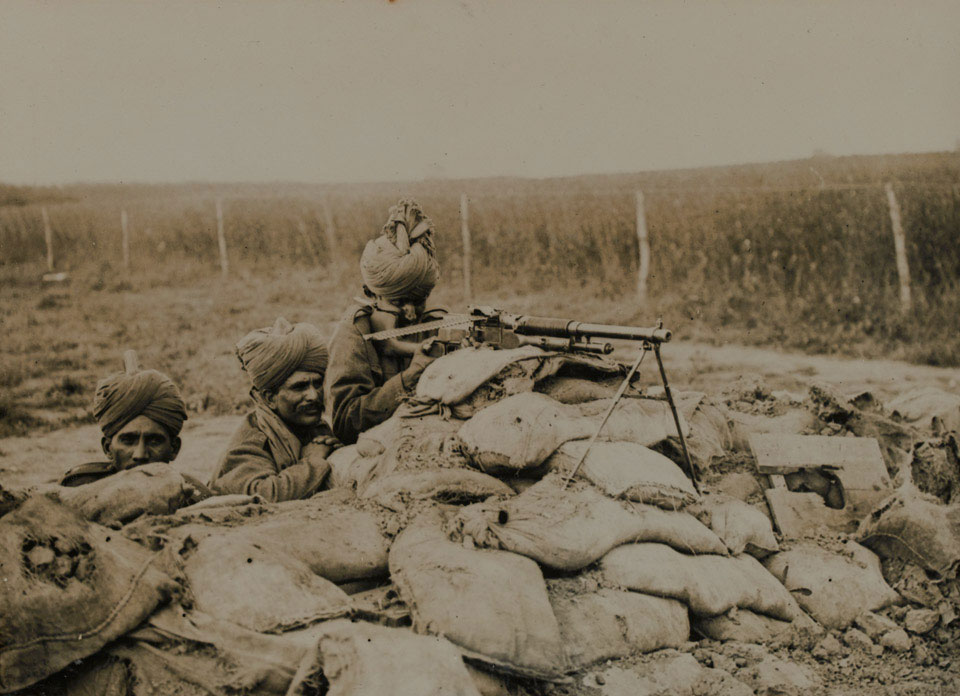
Indiai katonák Benet-Mercie géppuskával a 2. indiai könnyűgyalogos ezredből Flandriában 1914-15 telén

1916–17 telén a német légierő diadalmaskodni látszott az antant csapatai fölött. A németek több kiképzőbázist is nyitottak és sokkal jobb repülőgépekkel rendelkeztek, mint ellenfeleik. A brit, portugál, belga és ausztrál századok közel álltak a végső összeomláshoz, mert elavult gépeikkel nem bírtak lépést tartani a németekkel. A második arrasi csatában 316 brit, 114 kanadai és 44 német pilóta vesztette életét.

### Alacsony francia morál
Áprilisban a francia főparancsnok, Robert Nivelle elrendelt egy új támadó hadmozdulatot a német állások ellen. Azt hitte, ezzel véget vethet a háborúnak. Április 16-án kezdetét vette a Nivelle-offenzíva az Aisne folyó mentén. A tüzérség a számbeli fölény ellenére sem tudott hatásos fedezőtüzet biztosítani az előretörő katonák számára és ez döntőnek bizonyult. Az ily módon szinte vágóhídra hajtott gyalogság a két nagyobb támadás során megközelítőleg 180 ezer fős veszteséget szenvedett. A műveletet május 9-én végleg le kellett állítani, mert a francia hadsereg teljes hadosztályai tagadták meg a lövészárokba való visszatérést. Összesen 54 hadosztályt érintett a lázadás, 20 000 katona pedig dezertált. Nivelle-t haladéktalanul leváltották és Henri Philippe Pétaint nevezték ki helyére, aki kemény fellépéssel, tömeges letartóztatásokkal, statáriális ítélkezéssel és kivégzésekkel szilárdította meg a fegyelmet a hadseregben. Pétain ezen felül növelte az ételadagokat, gyakoribb pihenőidőt hagyott a katonáknak. Ezekkel a lépésekkel hat hét után megszüntette a lázadásokat.

### Brit támadás és az amerikai csapatok megérkezése
Június 7-én brit offenzíva indult a Messines-gerincen Ypres-től délre, az első és második ypres-i csatában elvesztett területek visszaszerzésének céljából. 1915 óta a mérnökök alagutakat ástak a gerinc alatt és mintegy 500 tonna robbanóanyagot helyeztek el az ellenséges területek alatt. Négy napi tüzérségi tűz után felrobbantották a bombákat, melynek következtében a németek 10 000 főt vesztettek. A támadás bár sikeresnek indult, de a sáros és nedves talaj miatt nem volt kivitelezhető.
1917. július 11-én a németek új fegyvert vetettek be. Tüzérségi ágyúikból mérges gázzal töltött lövedékeket lőttek ki. A parancs szerint egy erősebb gázt, a mustárgázt vetették be, amely nagy, hólyagos kiütéseket okoz. A mustárgáz több napig is képes a levegőben egy helyben maradni, így használata hatásosnak számított. Tüzérségi lövedék formájában lehetővé vált, hogy egyszerre sok gázt juttassanak nagy távolságra a célterületekre.
Június 25-én megérkeztek az első amerikai csapatok, amelyek az Amerikai Expedíciós Hadsereg részei voltak. Ugyanakkor az amerikaiak nem szálltak be a küzdelembe egészen októberig. Az újonnan jött csapatok kiképzésére és felszerelésük beszerzésére várni kellett, ennek ellenére csak a puszta jelenlétük is emelte az antant csapatainak harci kedvét.
Július végén megújultak a harcok Ypres-nél, pontosabban Passchendaele-nél. A csata eredeti célja a németek kiszorítása állásaikból és a belga tengeralattjáró-bázisok elfoglalása volt. A kanadai veteránok a Vimy-magaslatért és a 70-es dombért vívott küzdelem után csatlakoztak a brit erőkhöz. November 6-án elfoglalták Passchendaele települést, majd november 10-én újabb támadást indítottak a vonalak stabilizálásáért. Ezzel a csata véget ért.

### A cambrai-i csata
November 20-án a britek egy főleg a tankokra támaszkodó támadást indítottak Cambrai-ben. Az antant 324 tankot és 12 hadosztályt, míg a németek 2 hadosztályt sorakoztattak fel. A németeket akkor érte meglepetés, amikor a tüzérségi füstfüggönyből előbukkantak a tankok. A gépek rőzsét vittek magukkal, hogy át tudjanak kelni a 4 méter széles német árkokon és a tankcsapdákon. Az 51. felföldi hadosztályt kivéve – amely a szélen egyedül támadott – mindenhol sikerült áttörni. További hat óra múlva sikerült elérni azokat a célpontokat is, amelyeket a harmadik ypres-i csatában addig négy hónap alatt sem sikerült. Az áldozatok száma 4000 fő volt.
Ugyanakkor a november 30-án megkezdődött német ellentámadás visszaszorította a briteket a kiindulási pozícióba. Annak ellenére, hogy a csata menete megfordult, az antant nagy sikerként könyvelte el az eseményt, mivel az bebizonyította, hogy a tankok is lehetnek eredményesek az árkok ellen.

## 1918 – utolsó támadások

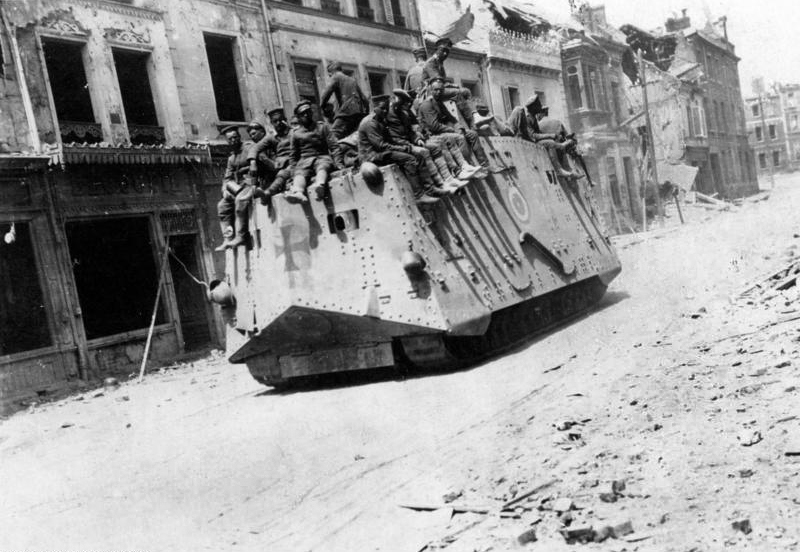
Német tank Roye-ban, 1918. március 21.

Az antant sikeres támadása és a védelem cambrai-i térnyerése után Ludendorff és Hindenburg arra a következtetésre jutott, hogy az egyetlen lehetőség a német győzelemre a mihamarabbi támadás megindítása. Ennek célja az volt, hogy az amerikai csapatok bevetése előtt eldöntse a háborút kimenetelét. 1918. március 3-án a Breszt-Litovszkban aláírt béke után Szovjet-Oroszország kilépett a háborúból. Ez drámai hatással volt a nyugati frontra. Harminchárom német hadosztály szabadult fel, így a németek 192, míg a szövetségesek csak 172 hadosztállyal rendelkeztek, ami lehetővé tette a német csapatok rohamosztaggá való átképzését. Ezzel szemben a szövetségeseknél nem volt egységes az irányítás, sőt a munkaerővel és a morállal is gondok voltak. A brit és a francia csapatok az összeomlás szélén álltak, az amerikaiak pedig még nem láttak el harci szolgálatot.

### Tavaszi offenzíva
Az 1918 márciusában indított tavaszi offenzíva vagy Kaiserschlacht („a császár csatája”, ismert még Luddendorff-offenzíva néven is a német vezérkari főnök után) a németek nagy támadássorozata volt. A eredeti tervek szerint ez négy hadműveletből állt, melyeknek a németek a következő fedőneveket adták: Michael, Georgette, Blücher-Yorck és Gneisenau. Az ötödik támadás második marne-i csata néven híresült el. A támadássorozat révén, amely meglepetésként érte a szövetségeseket, a németek mélyen benyomultak a szövetséges vonalak mögé és 1914 óta a legnagyobb területi nyereségeket vívták ki. A német hadvezetés ugyanis ráébredt, hogy a háborút azelőtt kell megnyernie, mielőtt az Amerikai Egyesült Államok tevőlegesen részt tud venni a nyugati front hadműveleteiben. A támadás megindításának másik oka az volt, hogy a Breszt-litovszki béke eredményeként 33 német hadosztályt tudtak kivonni a keleti frontról és azokat átcsoportosították a nyugati frontra.

### Végső csapás

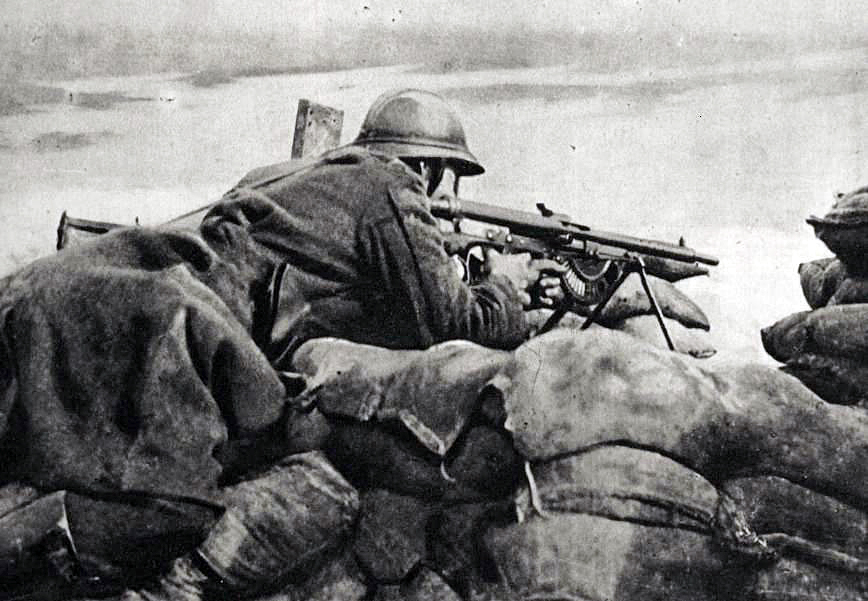
Egy belga gépfegyveres a fronton, 1918-ban

Július közepén, amikor a német támadás végleg kifulladt, a császári csapatok visszahúzódtak a Marne folyó mögé, hogy erős védőállásokat építsenek ki. Július 18-án azonban megkezdődött az antant ellentámadása. A francia, brit – és most először jelentősebb mértékben – amerikai katonák gyakorlatilag elsöpörték a német védelmet. Ezzel elveszett mindaz a német területi nyereség, amelyet a tavaszi hadjárat egyetlen hozadéka volt. A frontvonal közepe táján, Amiens-nél augusztus 8-án indult a második antant-támadás, amely néhány óra alatt nemcsak áttörte a német vonalat, hanem mögé kerülve be is kerítette a császári csapatok számottevő részét. Ez volt a német hadsereg „fekete napja”. A front más szakaszain is hasonló sikereket értek el az antant csapatai. A németek számára az egyetlen reményt az jelentette, ha visszavonulnak és megerősített védelmi állásokat építenek ki. Szeptember 26. és 28. között az antant három támadást indított, amelyet a németek csak lassítani tudtak, de megállítani nem. Szeptember 28-án már a legfelsőbb német hadvezetésben is eldőlt, hogy fegyverszünetet és békét kell kérni, mert az antant csapatait feltartóztatni nem lehet. Ezek már a következő napon áttörték a Hindenburg-vonalat.

## Következmények
Németországban a kieli matrózok engedetlensége és október 29-én kitört lázadása hamarosan forradalomhoz vezetett. November 9-én pedig a császár lemondott a trónról, és Hollandiába menekült. Ezt követően november 11-én írták alá a franciaországi compiègne-i erdőben állomásozó vasúti szerelvényen a fegyverszüneti egyezményt Németországgal, amely „a tizenegyedik hónap tizenegyedik napján 11 órakor” lépett életbe. Ekkor a nyugati fronton szemben álló hadseregek beszüntették a harcot és visszavonultak állásaikból.
A szövetségesek és a központi hatalmak formálisan még hosszabb ideig hadban álltak egymással, mivel a Párizs környéki békeszerződéseket csak 1919–1920-ban írták alá. 1919. június 28-án Németország képviselői aláírták a versailles-i békeszerződést. Ezt szeptember 19-én a Saint Germain-i békeszerződést követte Ausztriával, majd 1920. június 4-én a trianoni békeszerződés Magyarországgal. Az Oszmán Birodalommal 1920. augusztus 10-én írták alá a sèvres-i békeszerződést, de a birodalom felbomlása és a török függetlenségi háború kirobbanása miatt 1923. július 4-én a Törökország és az antanthatalmak képviselői aláírták a lausanne-i békeszerződést.
Az első világháború végének hivatalosan a november 11-én aláírt tűzszüneti egyezményt tekintik és a legtöbb országban (mint például az Egyesült Királyságban és Belgiumban) ezen a napon (Armistice Day) emlékeznek meg az első világháború áldozatairól.

## A nyugati front a művészetekben

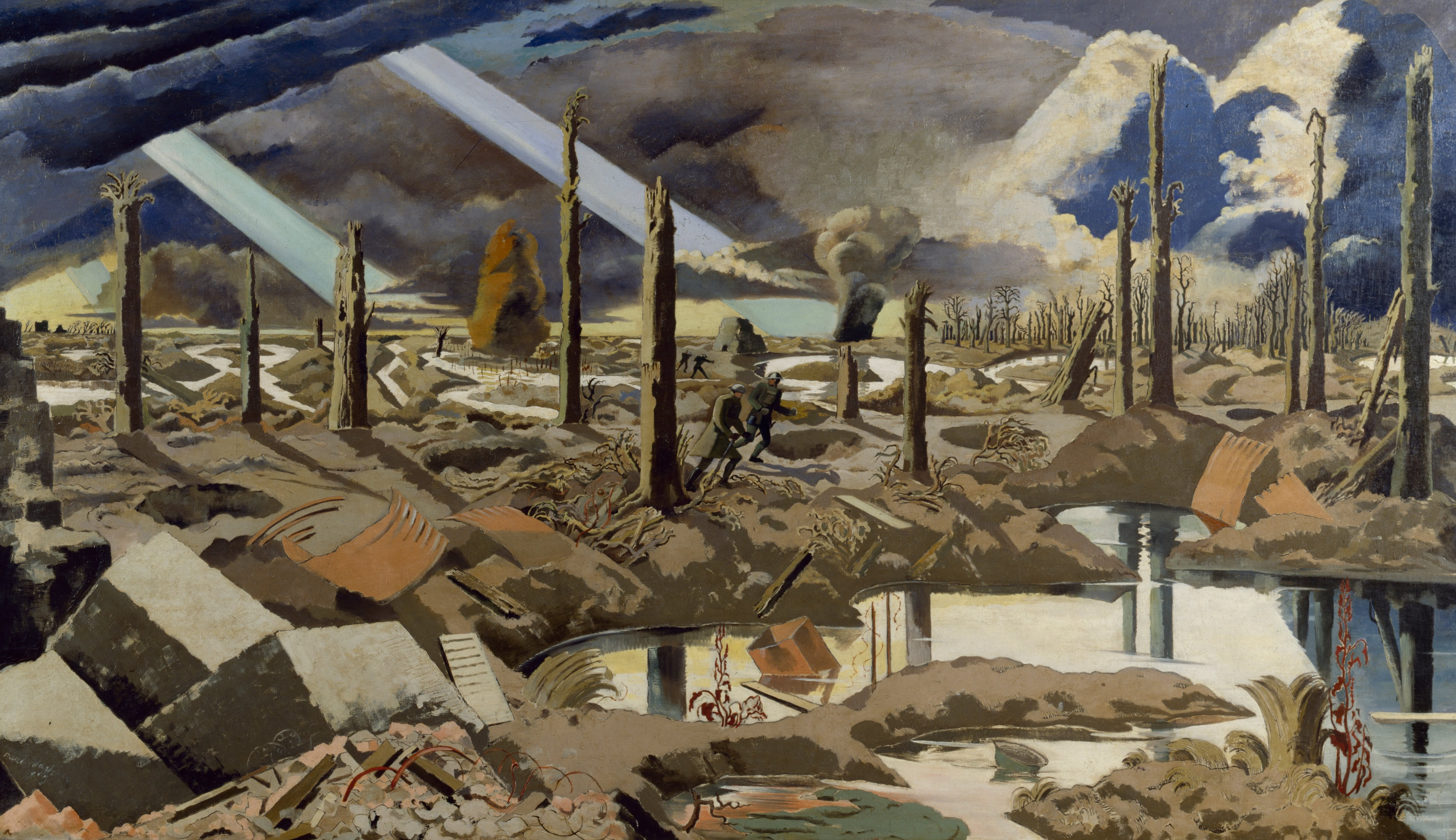
Paul Nash: A menini út (1919)

A nyugati fronthoz kapcsolódóan számos irodalmi mű keletkezett. A katonák verseket küldtek a hátország újságjainak, amelyek - ha jónak tartották azokat - megvásárolták. Így tett dr. John McCrae alezredes, aki az I. Kanadai Gyalogos hadtestnél szolgált és 1915. május 3-án megírta a Flandria mezején című versét. Henri Barbusse A tűz című regénye, amely 1916-ban jelent meg, a cenzúrától éles kritikát kapott a militarizmus és a háború borzalmainak bemutatása miatt. A regény még abban az évben elnyerte a Goncourt-díjat. A háború után több egykori katona és túlélő fogott tollat és írta le élményeit versben vagy prózában, mint például Thomas Edward Lawrence, Robert Graves, Erich Maria Remarque vagy Ernest Hemingway.
A nyugati front eseményeit számos filmben is feldolgozták, köztük a jelentősebb, magyarul is megjelentek a következők:
- Nyugaton a helyzet változatlan (1930), eredeti címe: All Quiet on the Western Front
- Nyugaton a helyzet változatlan (1979), az előző remake-je
- Nyugaton a helyzet változatlan (2022)
- Az elveszett zászlóalj (2001)
- Fegyverszünet karácsonyra (2005), eredeti címe: Joyeux Noël
- Flyboys – Égi lovagok (2006), eredeti címe: Flyboys
- Hadak útján (2011), eredeti címe: War Horse

Az ifjú Indiana Jones kalandjai című amerikai filmsorozat több része nyugati fronti eseményeket dolgoz fel.
A háború arra ösztönözte a propagandistákat, hogy ne csak a fronton filmezzenek és fényképezzenek, de a hátországban is dokumentálják a történteket. Tervezőirodákat létesítettek a plakátok és az illusztrációk elkészítéséhez. A britek a saját halott katonáikat nem ábrázolták gyakran, inkább a német veszteségeket mutatták be. A közvéleményt így is megosztották ezek a fényképek. A háború alatt az avantgárd irányzatokat részesítették előnyben a hagyományos irányzatokkal szemben. A szürrealista Paul Nash és a vorticista Wyndham Lewis a háború barbár természetét is az új irányzatok keretén belül ábrázolta.

## Fordítás
Ez a szócikk részben vagy egészben  a   Western Front (World War I) című angol Wikipédia-szócikk fordításán alapul.  Az eredeti cikk szerkesztőit annak laptörténete sorolja fel. Ez a jelzés csupán a megfogalmazás eredetét és a szerzői jogokat jelzi, nem szolgál a cikkben szereplő információk forrásmegjelöléseként.